# Reißing (Oberschneiding)
Reißing ist ein Ortsteil der Gemeinde Oberschneiding im niederbayerischen Landkreis Straubing-Bogen. Bis 1978 bildete es eine selbstständige Gemeinde.

## Geographie und Verkehrsanbindung
Das Pfarrdorf Reißing liegt südlich des Kernortes Oberschneiding an der SR 14. Die Bundesstraße 20 und die SR 7 verlaufen östlich. Durch den Ort fließt der Reißinger Bach.

## Geschichte
Bei der Aufteilung des Landgerichtes Leonsberg 1803 kam Reißing zum Landgericht Straubing. Mit der Bildung der Steuerdistrikte 1808 entstand der Steuerdistrikt Reißing, aus dem 1811 die Ruralgemeinde Reißing hervorging.
1952 gehörten zur Gemeinde Reißing die Ortsteile Reißing, Eglsee, Kalte Gassen, Lichting, Noisling, Rainting und Schnatting. Im Zuge der Gebietsreform in Bayern wurde die Gemeinde Reißing 1978 aufgelöst und in die Gemeinde Oberschneiding eingegliedert. In kirchlicher Hinsicht besteht eine Pfarreiengemeinschaft Oberschneiding-Reißing.

## Sehenswürdigkeiten
In der Liste der Baudenkmäler in Oberschneiding ist für Reißing die katholische Pfarrkirche Maria Immaculata als Baudenkmal aufgeführt. Die im 19. Jahrhundert nahezu neu erbaute Kirche enthält im Kern alte Bauteile.

## Vereine
- Bauernhilfsverein Reißing
- Freiwillige Feuerwehr Reißing
- Gartenbauverein Reißing
- Kath. Frauenbund Reißing
- Kath. Landjugend Reißing
- Krieger und Reservistenkameradschaft Reißing
- Landfrauen Reißing
- Reißinger Bachtalschützen